# Statens kartverks geodesistation i Ny-Ålesund

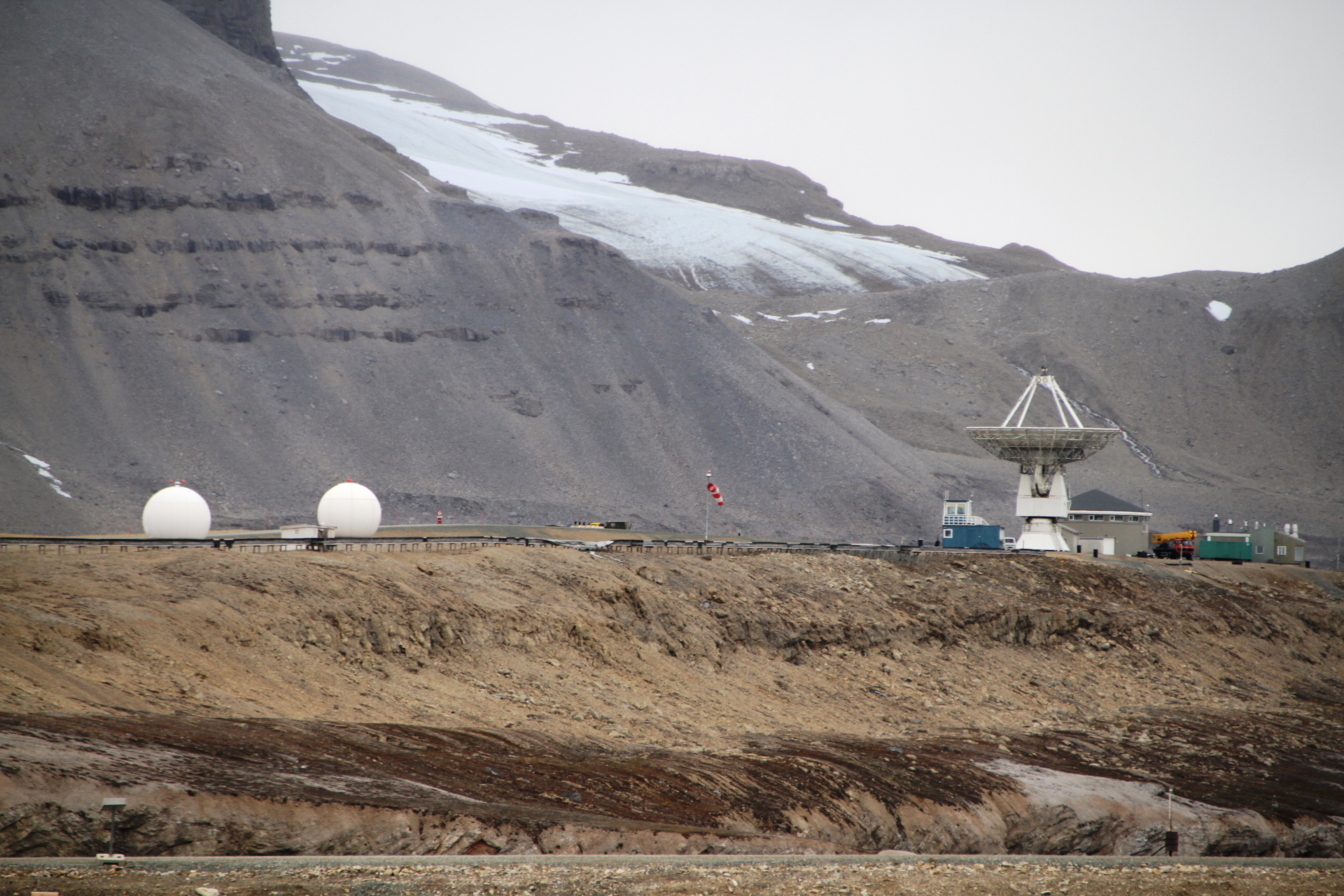
Statens kartverks äldre geodesistation vid Ny-Ålesunds flygplats
.

Statens kartverks geodesistation i Ny-Ålesund är ett jordobservatorium i Ny-Ålesund i Svalbard, som drivs av Statens kartverk i Norge.
Kartverkets första observatorium i Ny-Ålesund inrättades 1993. Geodesistationen i Ny-Ålesund är en del av ett nätverk på ungefär 30 antenner på olika ställen i världen. Syftet är att mäta avstånd och ändringar av avstånd med största möjliga noggrannhet. Detta görs genom att utnyttja kvasarer som ligger mellan sju och 13 miljarder ljusår ut i världsrymden, vilket gör att utgångspunkten blir så exakt som möjligt för bland annat navigation och mätning av förflyttningar, utbredning av is och glaciärer, vattenytors höjd och landytor som rör sig.  
Stationen är av betydelse för bland annat klimatforskare för till exempel kunskapen om isar som smälter och höjda vattennivåer i världshaven. 
Anläggningen har byggts upp i samarbete mellan Statens kartverk och Nasa. Den invigdes i juni 2018 och beräknas vara färdigutrustad och i full drift 2022.
Som mättekniker används långbasinterferometri, Satellite Laser Ranging, satellitnavigation (Global Navigation Satellite System, bland annat Global Positioning System), samt Doris (Doppler Orbitography and Radiopositioning Integrated by Satellite). På stationen finns bland annat en kraftfull laser från Nasa. Data överförs via en fiberkabel till Longyearbyen och vidare via Svalbardsfiberkabeln till Harstad i Nordnorge.

## Byggnaderna
Stationen ligger vid Brandallaguna i Ny-Ålesund, nordväst om Ny-Ålesunds flygplats och nära Kongsfjorden. Den har ritats av norska LPO Arkitekter och består av fem delar: en stationsbyggnad, en byggnad för laserinstrument, en byggnad för en gravimeter och två antenner. Gravimeterhuset står för sig självt, medan övriga byggnader är hopbyggda och förenade med inbyggda gångbroar. Samtliga enheter står minst en meter upphöjda på fundament som är byggda på stålpålar nedslagna till berggrunden. Därmed kan ingen värme från byggnaderna överföras till marken och tina permafrosten. De hopbyggda enheterna formar ett kors och har utformats för att undvika drivbildning av snö och blockering av dörrar och fönster. Ingångarna vetter mot sydväst, medan dominerande vindriktning är sydost.
Byggnaderna är uppförda med en stomme av massivträ i form av tre lager ihopskruvade bräder, limträ och stålbalkar. Fasaden, utanför en isolering av 36 centimeter mineralull, består av brädor i obehandlad gran, vilka så småningom ska gråna. Stationsbyggnaden har två våningar med kontrollrum, datarum, vilrum, kök, verkstad och garage.